# ريتشاون هولمز
ريشون هولمز (بالإنجليزية: Richaun Holmes)‏ مواليد 19 أكتوبر 1993 في لوكبورت، هو لاعب كرة سلة محترف أمريكي بدأ مسيرته الاحترافية في سنة 2015 حيث تم اختياره من قبل فريق فيلادلفيا سفنتي سيكسرز خلال الدرافت، يلعب مع فريق فيلادلفيا سفنتي سيكسرز في الرابطة الوطنية لكرة السلة ويحمل الرقم 22. يبلغ طوله 6 قدم 10 بوصة (2.1 م).

## إحصائيات المسيرة

### الموسم الاعتيادي
| السنة   | الفريق                 | لعب | بدأ | دقيقة | ميداني% | ثلاثية | حرة  | ارتداد | صنع | استلاب | تصدي | نقطة |
| ------- | ---------------------- | --- | --- | ----- | ------- | ------ | ---- | ------ | --- | ------ | ---- | ---- |
| 2015–16 | فيلادلفيا سفنتي سيكسرز | 51  | 1   | 13.8  | .514    | .182   | .689 | 2.6    | .6  | .4     | .8   | 5.6  |
| المسيرة |                        | 51  | 1   | 13.8  | .514    | .182   | .689 | 2.6    | .6  | .4     | .8   | 5.6  |

## روابط خارجية
- ريتشاون هولمز على موقع إن بي أي (الإنجليزية)
- ريتشاون هولمز على موقع سبورتس رفرنس (الإنجليزية)
- ريتشاون هولمز على موقع كرة السلة الأوروبية.كوم (الإنجليزية)
- ريتشاون هولمز على موقع DraftExpress.com (الإنجليزية)
- ريتشاون هولمز على موقع إي إس بي إن.كوم (الإنجليزية)
- ريتشاون هولمز على موقع كلية كرة السلة في سبورتس رفرنس.كوم (الإنجليزية)
- ريتشاون هولمز على موقع ريلجم (الإنجليزية)
- ريتشاون هولمز على موقع بروبوليرز (الإنجليزية)
- ريتشاون هولمز على موقع سبورتس رفرنس (الإنجليزية)